# Heraldo de Aragón
Heraldo de Aragón es un periódico español fundado en Zaragoza en 1895 por Luis Montestruc Rubio. Es un diario de información centrada en Aragón y dirigido por Mikel Iturbe Mach.

## Historia
Dirección
El periódico fue fundado en Zaragoza a finales del siglo XIX (su primer número se publicó el 20 de septiembre de 1895) por el periodista Luis Montestruc (1868-1897), que fallecería dos años después, tras haber acudido a Antonio Motos Martínez (1862-1923) para salvar los iniciales problemas económicos del periódico. Siendo Motos propietario, es con José Valenzuela La Rosa (1878-1957) como director cuando se consigue consolidar el periódico.
En 1909 se constituye en sociedad anónima, siendo nombrado director gerente Antonio Mompeón Motos (1881-1940), sobrino del anterior propietario, quien llevaría la dirección de la empresa durante 31 años hasta su fallecimiento. Tras una serie de direcciones de menor duración, en 1952 es nombrado director Antonio Bruned Mompeón (1930-2001), que logra sacar al periódico de la difícil situación en la que estaba, consiguiendo hacerse de nuevo con el liderazgo de la prensa en Aragón.
En 1991 fallece el consejero-delegado Antonio de Yarza Mompeón (1943-1991), sustituido en el Consejo de Administración hasta la actualidad por su hermana Pilar de Yarza Mompeón.
En el año 2000, el desacuerdo entre las familias Yarza y Bruned, culmina con la salida del grupo de los Bruned y de otros accionistas minoritarios. La familia Yarza se hace con el 70% del accionariado del periódico, con el 30% restante en manos de IberCaja. Ese mismo año, Antonio Bruned Mompeón, que fallecería al año siguiente, cesa como director del periódico.
Hitos editoriales

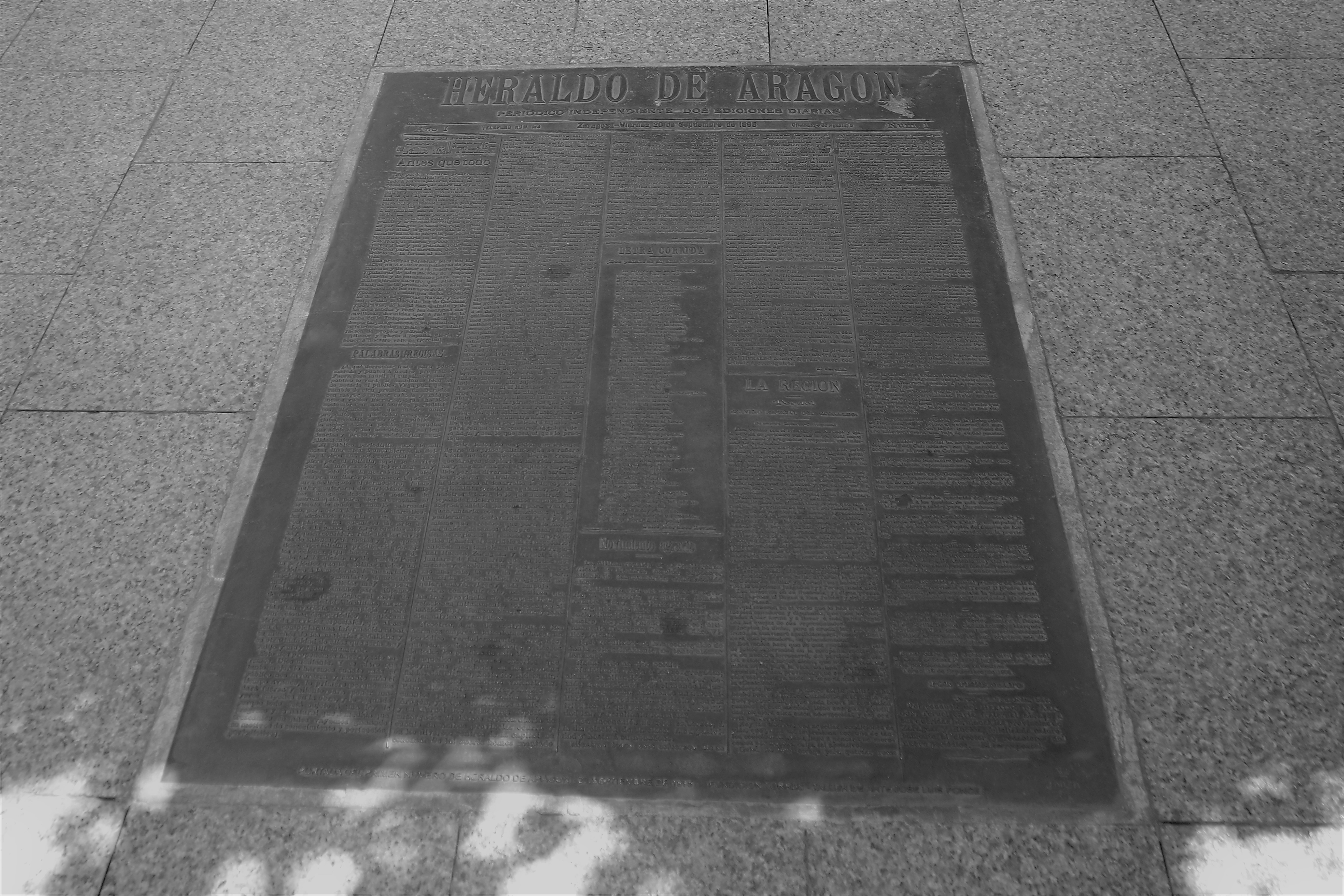
Reproducción de la primera portada del Heraldo de Aragón. Placa de bronce situada en la acera del paseo de la Independencia de Zaragoza, conmemorativa del 125 aniversario del periódico

- 1895: Se inicia la publicación del periódico, con dos ediciones diarias.
- 1936-1939: El periódico consigue mantener su publicación a lo largo de la guerra civil española.
- 1984-1987: Se publica el "Heraldo del Lunes", sustituyendo a la tradicional "Hoja del Lunes" que se editaba los lunes, día de descanso del resto de periódicos.
- 1988: Nuevos formato, tipografía y secciones temáticas.
- 1992: Comienza a publicarse el Heraldo de Huesca, incluido en el Heraldo de Aragón.
- 1995: Celebración del centenario del periódico. Se inicia la edición digital.[3]
- 1997: Se incorpora al grupo el periódico soriano Siete Días, que pasa a denominarse Heraldo Soria. Se pone en marcha una nueva rotativa del tipo "shaftless".[4][5]
- 2004: Se inicia la distribución del Diari Més, publicación gratuita en catalán distribuida de lunes a viernes en el Campo de Tarragona, Bajo Panadés y Andorra.[6][7] La cabecera de la Costa Dorada se unió a la de Tarragona y Reus en el año 2008.[8] Publicación coparticipada con el Diario Segre.
- 2005: Comienza la publicación de la revista bimensual "La magia de viajar por Aragón".[9]
- 2015: 120 aniversario del periódico, con la edición del libro Heraldo, 120 años de historia.[3]
- 2015: El grupo Henneo, al que pertenece Heraldo, adquiere el diario de distribución gratuita 20 minutos.[10]
- 2017: El grupo Henneo, al que pertenece Heraldo, adquiere el diario económico LaInformación.com.
- 2018: El grupo Henneo, al que pertenece Heraldo, adquiere la revista de cine Cinemanía.es.
- 2019: El grupo Henneo, al que pertenece Heraldo, adquiere la web deportiva SportYou.
- 2020: Celebración del 125 aniversario del periódico que lo celebra publicando y Perspectivas 2021 (31 de diciembre).

## Directores
- 1895-1897: Luis Montestruc Rubio
- 1897-1900: Antonio Motos Martínez
- 1900-1906: Darío Pérez García

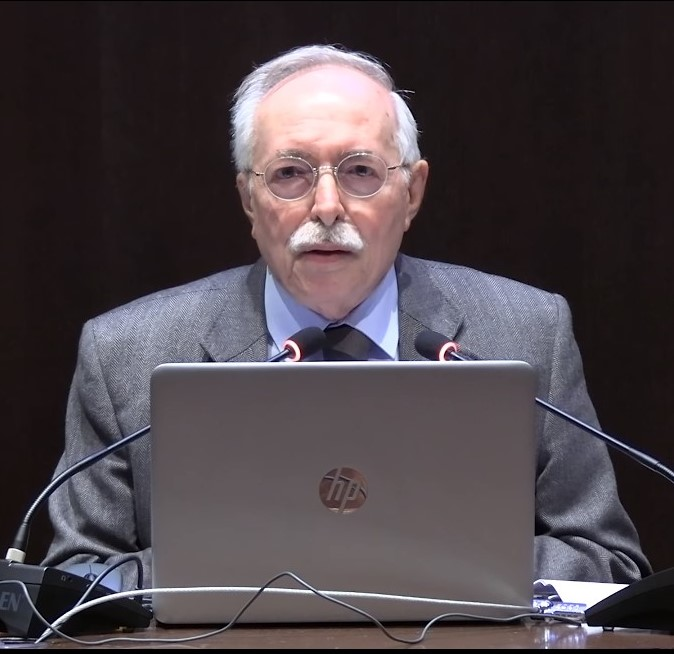
Guillermo Fatás, director de Heraldo de Aragón (2000-2008).

- 1906-1915: José Valenzuela La Rosa
- 1916-1933: Filomeno Mayayo Solsona
- 1933-1939: Manuel Casanova Carreras
- 1939-1944: Pascual Martín Triep
- 1944-1952: José Morales López
- 1952-1999: Antonio Bruned Mompeón
- 2000-2008: Guillermo Fatás Cabeza
- 2008-...: Miguel Iturbe Mach

## Difusión

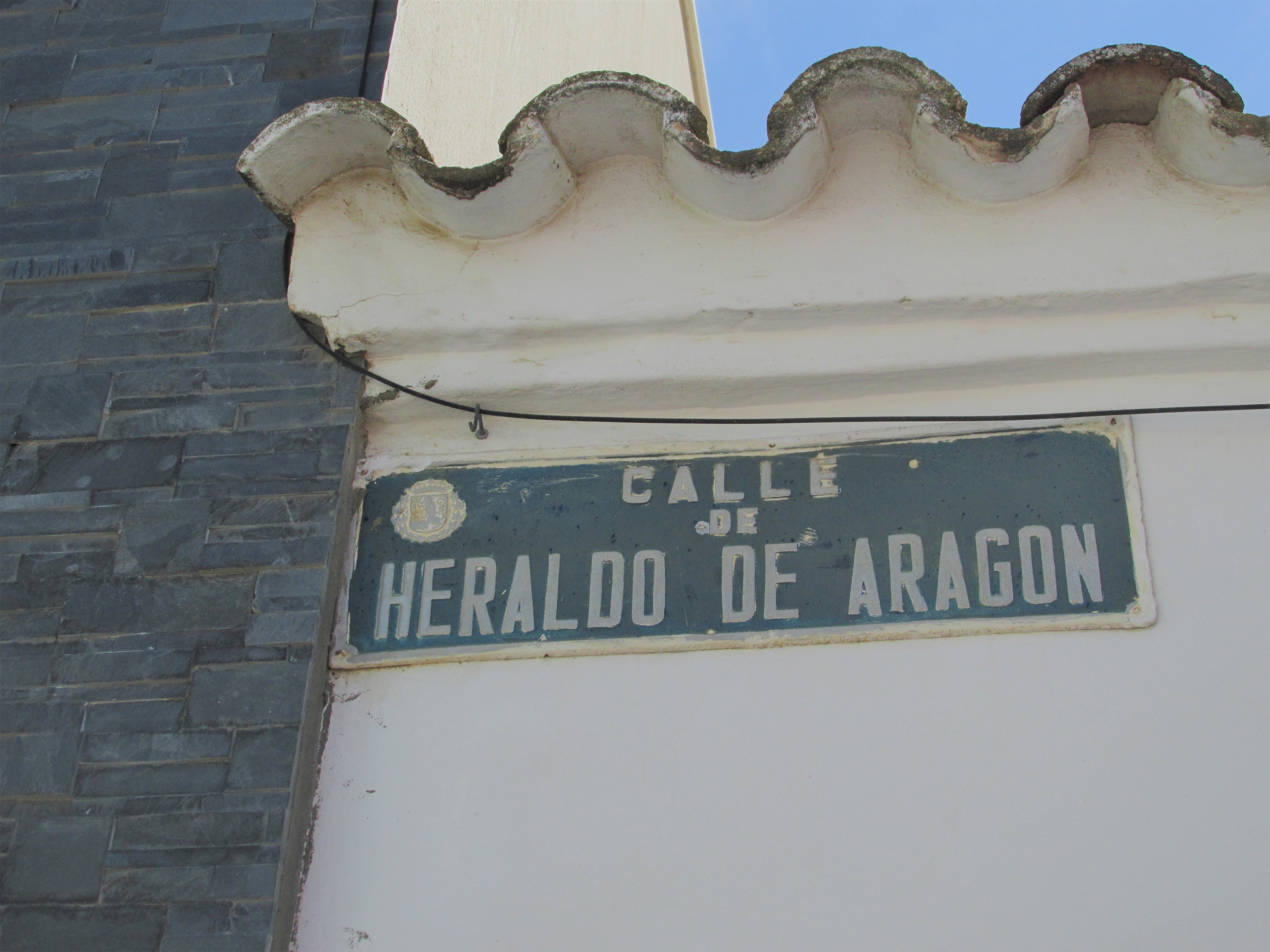
Placa de la calle Heraldo de Aragón.

Heraldo de Aragón es el periódico de mayor circulación y el más significativo en su área de distribución. Con 296.000 lectores (EGM), es uno de los periódicos históricos del país y el noveno diario de pago en España:
- 1993: La circulación era de 58.401 copias.[13][14]
- 2008: La circulación era de 53.087 copias.[11]
- 2009-2010: Con 48.615 copias diarias en circulación.[15]
- 2011: Circulación de 44.000 copias.[16]
- 2013: Tirada de 46.757 copias, con una difusión de 38.656 ejemplares.[17]

El diario digital (puesto en servicio en 1995) es líder informativo en Aragón, con 1.118.677 usuarios únicos al mes (OJD Interactiva 2012) y presencia en Facebook, LinkedIn, YouTube, Instagram y Twitter.
Otras publicaciones del grupo:
- El diario 20 minutos tiene una tirada superior a los 2.200.000 ejemplares diarios (EGM)[18]
- El Grupo Heraldo participa con Vocento y Taller de Editores (TESA), en la edición del suplemento ‘XL Semanal’, que con más de 2.160.000 lectores semanales,[19] es el de mayor audiencia del España.[12]

## Reconocimientos
- El Heraldo de Aragón fue galardonado con el European Newspaper Award del año 2003 en la categoría de periódicos regionales.[20]

## Premios Heraldo
| 2022 | Antonio Mompeón Motos de Periodismo: Federico Jiménez Losantos                                                                                    | Valores Humanos y Conocimiento: Grupos de Rescate en Montaña de la Guardia Civil                                                                                         |
| 2021 | Antonio Mompeón Motos de Periodismo: José Joly | Valores Humanos y Conocimiento: Irene Vallejo |
| 2020 | Antonio Mompeón Motos de Periodismo: Catalina y Soledad Luca de Tena (ABC), Carmen Serra (Última Hora), y Blanca García Montenegro (El Progreso). | Valores Humanos y Conocimiento: Concepción Ferrer —presidenta del Colegio de Médicos de Zaragoza— y Juan José Porcar —presidente del Colegio de Enfermería de Zaragoza—. |
| 2019 | Antonio Mompeón Motos de Periodismo: Michael Golden                                                                                               | Valores Humanos y Conocimiento: Nati Cañada |
| 2018 | Antonio Mompeón Motos de Periodismo: Augusto Delkáder                                                                                             | Valores Humanos y Conocimiento: Teresa Perales |
| 2017 | Antonio Mompeón Motos de Periodismo: Susana Griso                                                                                                 | Valores Humanos y Conocimiento: Ana Santos |
| 2016 | Antonio Mompeón Motos de Periodismo: Carlos Herrera                                                                                               | Valores Humanos y Conocimiento: Luis Oro |
| 2015 | Antonio Mompeón Motos de Periodismo: Ana Pastor                                                                                                   | Valores Humanos y Conocimiento: Real Sociedad Económica de Amigos del País                                                                                               |
| 2014 | Antonio Mompeón Motos de Periodismo: Guillermo Fatás                                                                                              | Valores Humanos y Conocimiento: José Manuel Blecua |
| 2013 | Antonio Mompeón Motos de Periodismo: XL Semanal. Mar Cohnen y Laura Múgica                                                                        | Valores Humanos y Conocimiento: Carlos Pauner |
| 2012 | Antonio Mompeón Motos de Periodismo: Antonio Angulo                                                                                               | Valores Humanos y Conocimiento: César Alierta |
| 2011 | Antonio Mompeón Motos de Periodismo: Iñaki Gabilondo                                                                                              | Valores Humanos y Conocimiento: Cáritas Diocesana de Zaragoza |
| 2010 | Antonio Mompeón Motos de Periodismo: Diario de Navarra                                                                                            | Valores Humanos y Conocimiento: José Luis Borau |
| 2009 | Antonio Mompeón Motos de Periodismo: Pilar Narvión                                                                                                | Valores Humanos y Conocimiento: Academia General Militar de Zaragoza |
| 2008 | Antonio Mompeón Motos de Periodismo: Antonio Mingote                                                                                              | Valores Humanos y Conocimiento: Carlos López Otín |
| 2007 | Antonio Mompeón Motos de Periodismo: José Antonio Hernández y Carlos Arribas —periodistas del El País— por su trabajo sobre la Operación Puerto   | Valores Humanos y Conocimiento: Manuel Pizarro |
| 2006 | Antonio Mompeón Motos de Periodismo: José Naranjo, por sus artículos sobre inmigración en La Provincia-Diario de Las Palmas                       | Valores Humanos y Conocimiento: José Peris |
| 2005 | Antonio Mompeón Motos de Periodismo: Sección "la Contra" de La Vanguardia                                                                         | Valores Humanos y Conocimiento: Benito de Elia y Pedro Montserrat Recoder                                                                                                |
| 2004 | Antonio Mompeón Motos de Periodismo: La Voz de Galicia por su especial "Los Héroes del 13 N" sobre la catástrofe del Prestige                     | Valores Humanos y Conocimiento: Javier Otal |

## Grupo Henneo (antiguo Grupo Heraldo)

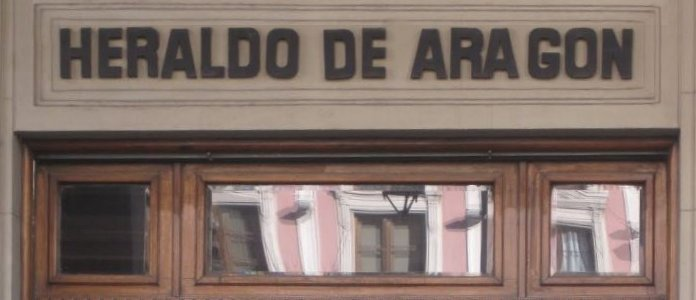
Rótulo en la entrada de la sede del periódico
(Paseo Independencia 29, Zaragoza)

En la actualidad, el grupo Henneo emplea a más de 1000 trabajadores y su facturación supera los 100 millones de euros anuales. La cabecera del grupo (Heraldo de Aragón SA y Heraldo de Aragón Editora SL), representa una pequeña proporción de estas cifras.
La empresa controla otros medios de comunicación, como por ejemplo:
- Heraldo.es
- 20minutos.es
- LaInformación.com
- Cinemanía.es
- SportYou
- La Magia de Viajar por Aragón.[23][24]
- Zaragoza TV (ZTV), resultado de la fusión de RTVA ("Radiotelevisión Aragonesa", propiedad de Heraldo), y Antena Aragón.
- CHIP Audiovisual, productora de la televisión autonómica AragónTV (propiedad de Heraldo, Ibercaja y Prisa).

## Otras empresas del Grupo Henneo
- Metha Gestión & Medios: Empresa comercializadora del Grupo Henneo con sede central en Zaragoza y delegaciones en Huesca, Madrid, Castellón y Logroño. Además de los medios del Grupo Heraldo, Metha comercializa la publicidad regional de Aragón TV, las carteleras de la estación intermodal de Zaragoza, la Revista del Real Zaragoza, soportes no convencionales, etc.
- Gabesa: Empresa dedicada a la comunicación corporativa, publicitaria y suplementos especializados.
- DASA: La empresa distribuidora del Grupo Henneo es en realidad un holding participado accionarialmente por los principales grupos editoriales españoles. Se encarga de la distribución de prensa y revistas, pero también lleva a los quioscos y las tiendas otros productos y servicios.
- Impresa Norte: Propiedad al 100% del Grupo Henneo, esta empresa se dedica al desarrollo, impresión y manipulación de productos editoriales, ya sean diarios u otro tipo de publicaciones.
- Hiberus: Empresa del Grupo Henneo especializada en la consultoría de negocio y la prestación de servicios tecnológicos y outsourcing. Opera en sectores muy diversos, como Turismo, Educación, Sanidad, Banca o Media. Recientemente ha comenzado su expansión internacional.

En el 2013, el Grupo Henneo facturó más de 120 millones de euros y sumaba más de 1300 empleados. Tras la adquisición del diario 20 minutos en 2015, el grupo supera los 1500 trabajadores.